# Stand High Patrol
Stand High Patrol est un soundsystem dub français fondé en 2001. Il était à l'origine composé de trois membres : Rootystep, Mac Gyver et Pupajim. Depuis la sortie de leur second album en 2015, les trois membres d'origine ont été rejoints par le trompettiste Merry. Stand High Patrol se produit sur scène ou en format soundsystem. Le collectif dispose par ailleurs de son propre système de sonorisation fabriqué avec Roots Atao et contrôlé en session par ce dernier.

## Histoire
Le groupe se forme en 2001 en Bretagne. Il est composé de Rootystep, Mac Gyver, Pupajim et Merry. Le collectif est influencé par les sound systems de musiques jamaïcaines mais aussi par le hip-hop, la new wave, la techno et le trip hop. En 2009 le groupe a monté son propre label : Stand High Records.
La chaîne YouTube du groupe, ouverte en 2010, cumule en juillet 2025 plus de 189 millions de vues.

## Discographie
Les cinq albums studio de Stand High Patrol sont auto-produits.